# Lisandro Alirio Rivas Durán
Lisandro Alirio Rivas Durán IMC (* 17. Juli 1969 in Boconó, Venezuela) ist ein venezolanischer römisch-katholischer Ordensgeistlicher und Bischof von San Cristóbal de Venezuela.

## Leben
Lisandro Alirio Rivas Durán trat der Ordensgemeinschaft der Consolata-Missionare bei und empfing nach der Ausbildung innerhalb des Ordens am 19. August 1995 das Sakrament der Priesterweihe.
Nach weiteren Studien am der Katholieke Universiteit Leuven angeschlossenen Missionary Institute in London war er von 1995 bis 2000 als Missionar in Kenia tätig. Von 2000 bis 2005 leitete er das philosophische Institut seines Ordens in Venezuela. Von 2005 bis 2011 war er Ordensoberer seiner Gemeinschaft für Venezuela und danach bis 2014 Rektor des theologischen Seminars in Bogotá. Von 2014 bis zur Ernennung zum Bischof war er Rektor des Päpstlichen Missionskollegs des Völkerapostels Paulus, des  Priesterseminars der Kongregation für die Evangelisierung der Völker.
Papst Franziskus ernannte ihn am 23. Dezember 2021 zum Titularbischof von Dardanus und zum Weihbischof im Erzbistum Caracas. Der Erzbischof von Mérida und Apostolische Administrator von Caracas, Baltazar Kardinal Porras, spendete ihm und dem mit ihm ernannten Weihbischof Carlos Márquez Delima am 12. März des folgenden Jahres die Bischofsweihe. Mitkonsekratoren waren der Erzbischof von Cumaná, Jesús González de Zárate Salas, und der Bischof von La Guaira, Raúl Biord Castillo SDB.
Am 31. Oktober 2024 ernannte ihn Papst Franziskus zum Bischof von San Cristóbal de Venezuela. Die Amtseinführung fand am 14. Dezember desselben Jahres statt.